# Buchanan n.º 304
Buchanan n.º 304 es un municipio rural canadiense situado en la provincia de Saskatchewan.

## Superficie
Buchanan n.º 304 tiene una superficie de 708,27 km².

## Demografía
En 2021, tenía 330 habitantes, una densidad poblacional de 0,5 hab./km², y 192 viviendas.